# Щітки
Щі́тки — село в Україні, у Вінницькій міській громаді Вінницького району Вінницької області.

## Населення

### Мова
Розподіл населення за рідною мовою за даними перепису 2001 року:
| Мова            | Кількість | Відсоток |
| --------------- | --------- | -------- |
| українська      | 1153      | 97.55%   |
| російська       | 27        | 2.29%    |
| румунська       | 1         | 0.08%    |
| інші/не вказали | 1         | 0.08%    |
| Усього          | 1182      | 100%     |

## Релігія
В селі діє парафія УГКЦ.

## Пам'ятки
Традицію рогозоплетіння села визнано об'єктом нематеріальної культурної спадщини України.

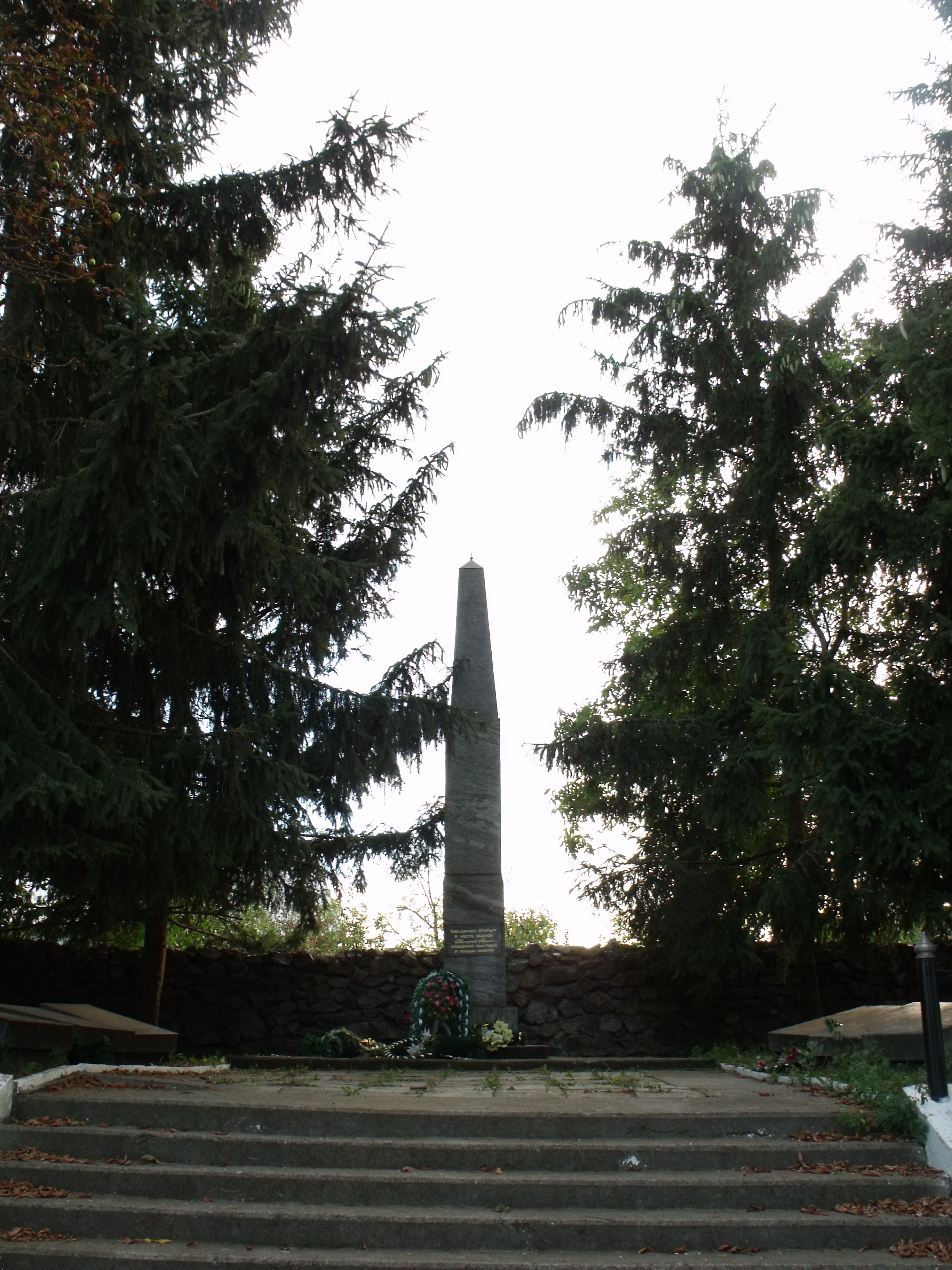
Братська могила 170 мирних жителів